# Кудеевский
Куде́евский (баш. Көзөй) — село (до 2004 г. — поселок городского типа) в Иглинском районе Башкортостана. Административный центр и единственный населенный пункт Кудеевского сельсовета.

## Описание
Село расположено на истоке реки Лобовка в 23 км к востоку от Иглино, в 47 км от Уфы и в 36 км к юго-западу от города Аша.
В селе находятся остановочные платформы Кудеевка и 1684 км на ж.-д. линии Уфа — Челябинск. Через село проходит автодорога, выходящая на севере села к Тавтиманово и Иглино (на Уфу), на юге — к М5 и селу Урман (на Ашу).

## История
Село возникло в 1933 г. в связи с началом строительства Тавтимановского керамико-трубного завода (с 1972 г. — Башкирский керамический завод). В 1949 г. поселку Красный Керамик присвоен статус поселка городского типа и наименование Кудеевский. С 2004 г. — в статусе сельского населенного пункта.

## Население
| 1959  | 1970  | 1979  | 1989  | 2002  | 2009  | 2010  |
| ----- | ----- | ----- | ----- | ----- | ----- | ----- |
| 3062  | ↗3205 | ↘2920 | ↘2800 | ↗2867 | ↗2983 | ↗3091 |
| 2012  | 2013  | 2014  | 2015  | 2016  | 2017  | 2021  |
| ↗3092 | ↗3105 | ↘3083 | ↗3113 | ↘3083 | ↘2996 | ↗3024 |

## Религия
В селе есть мечеть Нур и православная церковь Петра и Павла.